# Epizeuxis
Epizeuxis er en gentagelsesfigur, hvor et ord gentages to eller flere gange umiddelbart efter hinanden. Det bruges til at skabe entusiasme, ivrighed eller fremhævelse.
Et eksempel på sidstnævnte ses i et citat af Mozart:
"Hverken høj intelligens eller fantasi eller begge dele tilsammen skaber geniet. Kærlighed, kærlighed, kærlighed er sjælen i al genialitet."
Det anvendes også i mere daglig tale, når man ønsker at fremhæve noget: "Det smagte meget, meget godt".
| filosofi | Spire Denne filosofiartikel er en spire som bør udbygges. Du er velkommen til at hjælpe Wikipedia ved at udvide den. |